# Tønsberg Middelalderfestival
Tønsberg Middelalderfestival er en festival og middelaldermarked i Tønsberg i Vestfold, der består af forskellige aktiviteter, der er løst tilknyttet Tønsbergs rolle som en af otte middelalderbyer i Norges historie. Den fokuserer på byens storhedstid fra 1200-tallet og frem til bybranden i 1536. 
Blandt aktiviterne, der især er rettet mod børn og unge, har været optog og opvisning af middelalderdragter, markedsaktiviter og formidling af perioden.
Per Spildra i gøglertruppen Stella Polaris startede Tønsberg Middelalderfestival i 1988. Den har siden blevet afholdt med ujævne mellemrum, og i 2011 blev festivalen arrangeret for niende gang. Arrangementet afholdes normalt henover tre dage i en weekend i maj eller juni. 
Tønsberg Middelalderfestival er blevet drevet som stiftelse siden 2002. Arrangementet støttes økonomisk af Tønsberg kommune og Vestfold fylkeskommune som hovedbidragsydere, samt af private sponsorer i det lokale erhvervsliv. 
I 2011 kom omkring 5.000 betalende gæster samt 1.500 skolebørn. Tønsberg Middelalderfestival sysselsatte da omkring 150 frivillige. 
Under Middelalderfestivalen I Tønsberg i 2012 og 2013 foregik samtidig Sagafestivalen, en litteraturfestival med fokus på historiske romaner og historisk faglitteratur fra tidsperioden 500–1500.